# Ingmar Brandsch
Ingmar Brandsch (n. 28 noiembrie 1936) este un fost deputat român în legislatura 1990-1992, ales în județul Sibiu pe listele partidului Forumul Democrat al Germanilor din România (FDGR/DFDR). Ingmar Brandsch a studiat la universitățile din București și Köln.